# هغنار زيتليان واتنباوه
هغنار زيتليان واتنباوه هي مؤرخة أمريكية لبنانية الأصل، متخصصة في الثقافة المرئية وفي الشرق الأوسط، وأستاذة تاريخ الفن في جامعة كاليفورنيا في ديفيس، وهي مؤلفة كتاب «صورة مدينة عثمانية» الصادر في عام 2004 وكتاب «الصفحات المفقودة» الصادر في عام 2019.

## سيرتها
وُلدت هغنار زيتليان واتنباوه في مدينة بيروت بلبنان لعائلة أرمنية الأصل، ارتحلت إلى لبنان ومصر في أعقاب الإبادة الجماعية التي تعرض لها الأرمن على أيدي العثمانيين، وهو ما اعتبرته هغنار زيتليان واتنباوه جزءًا من تاريخ عائلتها، حيث كان والدها سركيس زيتليان، زعيمًا للاتحاد الثوري الأرمني. درست هغنار زيتليان واتنباوه في الجامعة الأمريكية ببيروت حيث حصلت على درجة الزمالة في عام ١٩٨٨، ثُم التحقت بالدراسة في جامعة كاليفورنيا في لوس أنجلوس، وحصلت منها على درجة البكالوريوس عام ١٩٩٠، ثُم حصلت على درجة الماجستير، ثُم حصلت بعد ذلك على درجة الدكتوراه من نفس الجامعة عام ١٩٩٩. عملت هغنار زيتليان واتنباوه بعد تخرجها في مجال التدريس بالجامعة، وفي عام ١٩٩٨، أصبحت أستاذة مساعدة في جامعة رايس، ثُم انتقلت في عام ٢٠٠١، للعمل كأستاذة بمركز آغا خان للتطوير المهني التابع لمعهد ماساتشوستس للتقنية.
تخصصت هغنار زيتليان واتنباوه خلال دراساتها الأكاديمية في الثقافة المرئية في الشرق الأوسط، وخاصةً في التاريخ المعماري والحضري لمنطقة الشرق الأوسط. وفي أثناء عملها في معهد ماساتشوستس للتقنية، حصلت هغنار زيتليان واتنباوه على زمالة ما بعد الدكتوراه من مؤسسة جيه بول جيتي خلال الفترة ما بين عامي 2003-2004 عن مشروعها الذي حمل عنوان «تحويل الآثار إلى معالم: الحفاظ على التراث والقومية وبناء التراث في الشرق الأوسط الحديث»، وفي عام 2004، كتبت المجلد الثالث والثلاثين من سلسلة «الإمبراطورية العثمانية وتراثها» المكونة من عدة أجزاء، وكان بعنوان «صورة مدينة عثمانية»، وناقشت في هذا الكتاب التاريخ المعماري والحضري لمدينة حلب السورية. عُينت هغنار زيتليان واتنباوه في عام 2020 كزميلة في متحف جوجنهايم، ثُم مُنحت في نفس العام لقب باحثة عامة في الصندوق الوطني للعلوم الإنسانية عن مشروعها «مدينة 1001 كنيسة: العمارة والتدمير والحفظ في موقع تراث عالمي». وفي عام 2006، انتقلت هغنار زيتليان واتنباوه إلى كلية الآداب والعلوم بجامعة كاليفورنيا في ديفيس، حيث أصبحت أستاذة مشاركة في تاريخ الفن.
ألقت هغنار زيتليان واتنباوه في ٢٤ أبريل (نيسان) ٢٠١٥ خطابًا باللغتين الأرمنية والتركية خلال فعالية أقيمت في ساحة تقسيم لإحياء الذكرى المئوية للإبادة الجماعية للأرمن. وفي عام 2019 ألفت كتاب «الصفحات المفقودة»، والذي تضمن دراسة تاريخية لألواح الشرائع المنفصلة لأناجيل زيتون وكيف وصلت في النهاية إلى متحف جيه بول جيتي بعد الإبادة الجماعية للأرمن. كانت هغنار زيتليان واتنباوه قد خطرت لها فكرة الكتاب بعد كتابتها لمقال رأي نُشر في صحيفة لوس أنجلوس تايمز ردًا على دعوى الكنيسة الرسولية الأرمنية بشأن أناجيل زيتون، وقد نالت عن هذا الكتاب العديد من الجوائز.

## مؤلفاتها
ألفت هغنار زيتليان واتنباوه العديد من الكُتب، ومن أهم مؤلفاتها ما يلي:
- صورة مدينة عثمانية: صدر عام 2004.[13]
- الصفحات المفقودة: صدر عام 2019.[14]

## التكريمات والجوائز
حظيت هغنار زيتليان واتنباوه بالتكريم من العديد من الجهات، ونالت عدة جوائز فقد فازت بجائزة سبيرو كوستوف للكتاب من جمعية مؤرخي العمارة لعام 2006 عن كتابها «صورة مدينة عثمانية»، كما فازت مقالتها البحثية التي حملت عنوان «الدراويش المنحرفون: الفضاء والجندر وبناء التقوى اللاقانونية في حلب العثمانية» بجائزة جمعية الدراسات السورية للمقال لعام ٢٠٠٧، وذلك لإعادة بنائها الدقيقة وتحليلها الدقيق لحياة وأعمال شخصية صوفية بارزة عاشت في أواخر القرن السادس عشر، ولإظهارها الطرق المعقدة التي استولت بها السلطات الدينية والسياسية على ذكرى هذه الشخصية وإرثها في السنوات التي تلت وفاتها. نالت هغنار زيتليان واتنباوه أيضًا عن كتابها الذي نُشر عام 2019 تحت عنوان «الصفحات المفقودة» جائزة دير مغريديشيان للكتاب المتميز لعام 2019 من جمعية الدراسات الأرمنية، كما نالت عنه واحدة من جائزتين ذهبيتين من جوائز الناشر المستقل للكتاب لعام 2020 في التاريخ العالمي، ثُم مُنحت عن نفس الكتاب جائزة جمعية الدراسات العثمانية والتركية للكتاب لعام 2020، وكان هذا الكتاب واحدًا من خمسة عشر مشاركة في القائمة المختصرة لجائزة ويليام سارويان الدولية للكتابات غير الروائية لعام 2019.

## حياتها الأسرية
تزوجت هغنار زيتليان واتنباوه من كيث ديفيد واتنبواه، وهو مؤرخ وأستاذ في جامعة كاليفورنيا في ديفيس.